# Urban X награда
Наградите Urban X (на английски: Urban X Awards) се връчват за постижения в областта на порнографията.

## Носители на наградата Urban X

### 2008
- Най-добра изпълнителка: Рокси Рейнълдс
- Най-добра новачка: Мисти Лав
- Най-добра междурасова звезда: Беладона
- Най-добра орална изпълнителка: Джейда Файър
- Най-добра анална изпълнителка: Мари Лъв / Джесмин Кешмиър
- Crossover жена: Рокси Рейнълдс
- Crossover мъж: Лексингтън Стийл
- Най-добра анална секс сцена: Аурора Джоли и Брайън Плумпър

### 2009
- Междурасова звезда: Сара Джей
- Най-добра анална изпълнителка: Джейда Файър
- Най-добра анална секс сцена: Дейна Диармонд и Рико Стронг – „Разрушителят Рико“

### 2010
- Порнозвезда на годината: Мисти Стоун
- Изпълнителка на годината: Ребека Линарес
- Най-добра новачка: Съмър Бейли
- Най-добра междурасова звезда: Ашли Орион / Кейти Кокс
- Най-добра анална изпълнителка: Капри Стайлс
- Crossover жена: Пинки
- Най-добра анална секс сцена: Дейна Диармонд и Ел Ти – „Сочна бяла анална плячка 4“

### 2011
- Порнозвезда на годината: Аса Акира
- Изпълнителка на годината: Ниоми Бенкс
- Най-добра Milf изпълнителка: Лиса Ан
- Междурасова звезда на годината: Софи Ди
- Най-добра анална изпълнителка: Джейда Файър
- Най-добра анална секс сцена: Ниоми Бенкс и Марко Бандерас – „Динамична плячка 5“

### 2012
- Изпълнителка на годината: Скин Даймънд
- Изпълнител на годината: Принс Яшуа
- Milf изпълнителка на годината: Лиса Ан
- BBW изпълнител на годината: Дарлинг Дарла
- Изгряваща звезда жена: Лийлейни Лийейн
- Транссексуален изпълнител на годината: Тий Ес Мадисън
- Междурасова звезда жена: Джейда Стивънс
- Най-добра анална секс сцена: Кагни Лин Картър и Принс Яшуа – „Проникващият Принс“

### 2017
- Изпълнителка на годината: Мисти Стоун
- Изпълнителка на годината (само с момичета): Джена Сатива
- Изпълнител на годината: Айзая Максуел
- Орален оргазъм: Аалия Хадид
- Milf изпълнителка на годината: Кендра Лъст
- Изгряваща звезда жена: Адриана Мая
- Междурасова звезда на годината: Райли Рийд
- Най-добра секс сцена с двойка: Луна Стар и Лексингтън Стийл
- Звезда в социалните медии: Аса Акира